# Pterolepis augustini
Pterolepis augustini är en insektsart som först beskrevs av Galvagni 2001.  Pterolepis augustini ingår i släktet Pterolepis och familjen vårtbitare. Inga underarter finns listade i Catalogue of Life.